# Menemerus affinis
Espèce
Menemerus affinis est une espèce d'araignées aranéomorphes de la famille des Salticidae.

## Distribution
Cette espèce est endémique des Émirats arabes unis.

## Publication originale
- Wesołowska & van Harten, 2010 : Order Araneae, family Salticidae. Arthropod Fauna of the UAE. Dar Al Ummah, Abu Dhabi, vol. 3, p. 27-69.